# Partito del Progresso Tedesco
Il Partito del Progresso Tedesco (in tedesco: Deutsche Fortschrittspartei, DFP) è stato il primo partito politico moderno in Germania, in quanto fondato dai membri liberali della Camera dei Rappresentanti Prussiana (Abgeordnetenhaus) nel 1861, in opposizione al governo presieduto da Otto von Bismarck.

## Storia
Benché le rivoluzioni del 1848 fossero fallite, diversi parlamentari del Landtag di Prussia mantennero l'idea costituzionalista sviluppata nel periodo di Vormärz. Nel 1850 questi "vecchi liberali" si riunirono in un gruppo parlamentare attorno a Georg von Vincke, inizialmente un conservatore prussiano e proprietario terriero (Junker). Vincke, ex membro del Parlamento di Francoforte, oratore lucido ed appassionato, si scontrò col Primo Ministro Otto Theodor von Manteuffel sulle sue politiche reazionarie, mentre nel 1852 combatté in duello con Bismarck successivamente ad un infuocato scambio verbale in parlamento.
Quando, sotto la reggenza di Guglielmo I di Prussia, dal 1858 la politica prussiana della "nuova era" si rivolse verso una posizione più moderata, una corrente liberale di sinistra guidata da Max von Forckenbeck si separò e si alleò con i membri dell'Associazione Nazionale Tedesca per formare il "Partito del Progresso Tedesco": era il 6 giugno 1861. Tra i fondatori si ricordano Rudolf Virchow, Theodor Mommsen, Werner von Siemens, Benedict Waldeck, Hermann Schulze-Delitzsch, Hans Victor von Unruh, Wilhelm Loewe e Johann Jacoby.
Secondo il programma del nuovo partito la questione germanica si sarebbe dovuta risolvere con l'unificazione degli Stati della Confederazione germanica in un unico Stato Nazionale con a capo la Prussia (Kleindeutsche Lösung) e l'instaurazione di una democrazia rappresentativa, sebbene privo del suffragio universale, memori del sistema delle tre classi prussiano. I "Progressisti" chiesero, inoltre, l'attuazione delle Stato di diritto e l'incremento della responsabilità per il governo locale.
Prima della nascita dei Social Democratici fu il principale partito di sinistra in Germania, oltre ad essere il primo partito i cui candidati e delegati agivano in base ad una piattaforma comune elaborata dal partito.
Con il sostegno della crescente classe borghese, i Progressisti ebbero il più grande gruppo della Camera bassa prussiana tra il 1861 ed il 1865. Nel 1862 il loro rifiuto di approvare il bilancio dello Stato, che prevedeva l'aumento dell'imposizione fiscale per procedere alla riorganizzazione dell'esercito prussiano promossa dal ministro della guerra Albrecht von Roon, portò alle dimissioni del primo ministro, il moderato principe Carlo Antonio di Hohenzollern-Sigmaringen. Il re Guglielmo, sull'orlo dell'abdicazione, fu persuaso da Roon a nominare il giovane conservatore Otto von Bismarck a primo ministro. Bismarck ignorò il blocco parlamentare proclamando la sua Lückentheorie ("teoria del gap"), secondo cui quando la Corona e il Parlamento non erano in grado di raggiungere l'accordo, la Corona poteva agire come ritenesse opportuno.
Bismarck accompagnò la sua teoria con il famoso discorso Sangue e Ferro, pronunciato davanti al Comitato di Bilancio del Landtag e continuò a governare contro la maggioranza parlamentare. Nel 1866, dopo la vittoria prussiana della Battaglia di Sadowa che pose fine della Guerra Austro-Prussiana, Bismarck propose una legge che confermava al Parlamento il potere di bilancio, ma concedeva anche un'amnistia per il comportamento arbitrario del suo governo. La proposta fu accolta dalla maggioranza del Parlamento, in quanto considerata come un tentativo di riconciliazione, ma i liberali non furono tutti concordi ed il Partito del Progresso si scisse. Nel 1867 l'ala destra che sosteneva la politica di Bismark formò il Partito Nazionale Liberale, mentre nel 1868 un'ala democratico-repubblicana nella Germania meridionale si separò per formare il Partito Popolare Tedesco.
I rimanenti deputati progressisti, sotto la guida di Benedict Waldeck sostennero sostanzialmente l'idea di Bismarck di creare una Confederazione Germanica del Nord, base per la nascita di uno Stato-nazione Germanico sotto la guida prussiana, benché respinsero la Costituzione Imperiale del 1871 perché antidemocratica. Nelle elezioni federali del 1871, il partito ottenne l'8,8% dei voti e 46 seggi nel Reichstag, ampiamente distaccati dai rivali Nazional-Liberali. Successivamente i Progressisti si avvicinarono alla politica del Cancelliere nei confronti della Chiesa Cattolica, che il patologo e deputato Rudolf Virchow definì Kulturkampf la prima volta il 17 gennaio 1873 alla Camera dei Rappresentanti prussiana.
Successivamente, però, i Progressisti mantennero le distanze dalle politiche di Bismarck.
Sotto il nuovo consiglio, formato da Eugen Richter, Ludwig Loewe, Albert Hänel e Albert Traeger, il partito divenne un partito liberal democratico pan-germanico, contrastando le leggi antisocialiste e le restrizioni al libero scambio. Nelle elezioni federali del 1881 il Partito del Progresso ottenne il miglior risultato di sempre con il 12,7% dei voti e 56 seggi al Reichstag, divenendo il secondo gruppo più forte dopo il cattolico Partito di Centro.
Per unire le forze liberali di sinistra, il 5 marzo 1884 il partito si fuse con l'Unione Liberale, una corrente dei Nazional liberali, nel Partito Liberale Tedesco.